# Sofía Morandi
Pour les articles homonymes, voir Morandi.
Sofía Victoria Morandi, née le 15 janvier 1997 à Neuquén (Argentine), est une actrice, danseuse, présentatrice et personnalité d'Internet argentine.
Elle est la lauréate, entre autres récompenses, du prix Condor d'argent (Cóndor de Plata) de la meilleure actrice dans une comédie.
Elle commence sa carrière en réalisant diverses vidéos comiques sur le réseau social Instagram. Cela l'a amenée à faire ses débuts à la télévision en interprétant le rôle d'Abril dans la série pour enfants et jeunes Heidi, bienvenida a casa (es) (2017) diffusée par Nickelodeon. En 2018, elle est gagnante du concours argentin Bailando por un sueño aux côtés de Julián Serrano. Plus tard, elle joue dans les séries Abejas, el arte del engaño (es) (2021) et Porno y helado (es) (2022).

## Filmographie partielle

### Au cinéma
- 2022 : La gallina Turuleca (es) : Lucía  (doublage argentin)
- 2024 : Sœurs de fortune : Jésica Di Pace
- 2024 : En colo avec ma mère (es) (Campamento con mamá) : Carla Pomiró
- 29 horas y media (es) : Fabiana Cantilo (postproduction)

### À la télévision
| Année        | Titre                                   | Rôle              | Notes        |
| ------------ | --------------------------------------- | ----------------- | ------------ |
| 2017         | Heidi, bienvenida a casa (es)           | Abril             |              |
| 2018         | Kally's Mashup : La Voix de la pop      | Micaela Taribson  |              |
| 2018         | Showmatch (es) : Bailando 2018 (es)     | Participante      | Gagnante     |
| 2019         | Poursuis tes rêves                      | Nina Canale       |              |
| 2019         | S.T.O. (es)                             | Présentatrice     |              |
| 2019         | Showmatch (es) : Súper Bailando (es)    | Présentatrice     | 14e éliminée |
| 2019         | Showmatch (es) : Genios de la Argentina | Jury              | 2 programmes |
| 2020         | Cantando 2020 (es)                      | Participante      | 7e éliminée  |
| 2021         | Fracasitos (es)                         | Fracachica        | Voix         |
| 2021         | Abejas, el arte del engaño (es)         | Trinidad          |              |
| 2022-présent | Porno y helado (es)                     | Cecilia von Trapp |              |
| 2022         | Canta Conmigo Ahora                     | Jury              | 2 programmes |

## Récompenses et distinctions
- Sofía Morandi : Récompenses, sur l'Internet Movie Database